# Maisko, Veliko Tărnovo
Maisko (în bulgară Майско) este un sat în comuna Elena, regiunea Veliko Tărnovo,  Bulgaria. 

## Demografie
Componența etnică a satului Maisko
     Bulgari (6,25%)
     Romi (63,09%)
     Turci (9,19%)
     Nicio identificare (21,45%)
La recensământul din 2011, populația satului Maisko era de 783 locuitori. Din punct de vedere etnic, majoritatea locuitorilor (63,09%) erau romi, existând și minorități de turci (9,19%) și bulgari (6,25%). Pentru 21,45% din locuitori nu este cunoscută apartenența etnică.